# Демостен (военачалник)
Вижте пояснителната страница за други личности с името Демостен.
Демостен (на старогръцки: Δημοσθένης; Demosthenes; † 413 пр.н.е. в Сиракуза, Сицилия), син на Алкистен, е политик на Древна Атина и стратег (военачалник) по времето на Пелопонеската война (431 – 404 пр.н.е.). Той не трябва да се бърка с политика Демостен, който след 100 години пише исторически значими речи.
Прочут е със своята изненадваща тактика като военачалник. През 426 пр.н.е. той извършва инвазия в Етолия без съгласието на народното събрание, която завършва с неуспех, бягство на атиняните, загуба на 120 бойци и смъртта на втория генерал Прокл.
След тази загуба той не смее да се върне в Атина и отива в Западна Гърция. Извикан е на помощ от град Акарнания за конфликта с Амбракия. В битката при Олпай (426 пр.н.е.) в Етолоакарнания той побеждава с хитрост през зимата 426/425 пр.н.е. Амбракия, която е съюзена с Пелопонес под командването на спартанеца Еврилох († 426 пр.н.е.). През пролетта на 425 пр.н.е. Демостен с помощта на флота на Евримедон († 413 пр.н.е.) постига голям успех в битката при Пилос и прогонва флота на спартанците с военачалник Бразид († 422 пр.н.е.). След това той трябва да дели най-големия успех на Атина с демагога Клеон († 422 пр.н.е.).
Двамата побеждават в битката при остров Сфактерия през пролетта на 425 пр.н.е. между Атина и Спарта с командир Епитад (†). Пленяват 292 спартански хоплити (между тях 120 спартански граждани), което увеличава готовността за мир на спартанците.
През 424 пр.н.е. Демостен се старае със своя съ-генерал Хипократ († 424 пр.н.е.), който вероятно е племенник на Перикъл, да привлече град Мегара на страната на Атина, но когато спартанецът Бразид идва на помощ, те имат частичен успех при превземането на укрепеното пристанище Нисая. В битката при Делион (424 пр.н.е.) в Беотия Демостен не може да помогне на Хипократ и няколко години не му дават повече войска.
През 421 пр.н.е. Демостен обаче е между подписалите Никийския мир.
През 417 пр.н.е., след загубата на Атина в първата битка при Мантинея (418 пр.н.е.), Демостен организира евакуцията на атинските войски от Епидаврос в Арголида.
През 415 пр.н.е. народното събрание в Атина избира за заплануваната експедиция в Сицилия (415 – 413 пр.н.е. опит да превземе Сиракуза) за стратег Никий († 413 пр.н.е.) заедно с Алкивиад († 404 пр.н.е.) и Ламах († 413 пр.н.е.).
През 414 пр.н.е. Демостен получава задачата да образува помощен флот, който да помогне на Никий. При последната битка в пристанището Демостен ръководи атинския флот заедно с военачалниците на Никий, Менандер († 405 пр.н.е.) и Евтидем († вер. 413 пр.н.е.), и претърпява решителна загуба.
След загубата на Атина Демостен бяга с Никий. Те са заловени и екзекутирани в Сиракуза.